# چیرو فوجیا
چیرو فوجیا (انگلیسی: Ciro Foggia؛ زادهٔ ۲۵ مارس ۱۹۹۱) بازیکن فوتبال اهل ایتالیا است.